# Lucio Cornelio Balbo (maggiore)
Lucio Cornelio Balbo, detto Maior per distinguerlo dal nipote (Gades, 100 a.C. circa – ...), è stato un politico romano del I secolo a.C..

## Biografia
Membro di un'antica e potente famiglia di origine sconosciuta, si mosse accompagnato dalla leggenda che il suo nome derivasse dal dio Baal (suo vero nome prima della romanizzazione in Balbus). Principe di Gades, nacque intorno al 100 a.C. e conobbe il coetaneo Giulio Cesare durante il suo mandato in Spagna, seguendolo a Roma al termine dell'incarico. Ottenne la cittadinanza romana grazie all'interessamento di Pompeo. Nel 61 fu praefectus fabrum (ufficiale di genio) di Giulio Cesare, importante ruolo logistico che prevedeva incarichi speciali totalmente scollegati dall'onorificenza. Dopo aver sostenuto e firmato il primo triumvirato fu riconfermato in quell'incarico. Nel 56 fu processato con l'accusa di falsificazione della cittadinanza. Difeso da Cicerone (si veda la sezione seguente sull'orazione Pro Balbo), fu assolto dall'accusa in quanto la cittadinanza era stata regolarmente concessa e documentata. Durante le guerre civili si occupò con Oppio delle pubbliche relazioni a favore di Cesare e della gestione della Cosa Pubblica in sua assenza. A lui è dedicato l'ottavo libro del De bello Gallico (di cui è stimato essere l'artefice come pure del posteriore De bello civili) ed è considerato l'autore del Bellum Hispaniense.
Cercò di convincere Cicerone e il console Lucio Cornelio Lentulo Crure a passare dalla parte cesariana. Morto Cesare appoggiò Ottaviano, e divenne console nel 40 a.C. come primus exterorum. Donò parte delle sue immense ricchezze ai cittadini romani, dopodiché dall'anno 30 a.C. non si hanno più sue notizie. Probabilmente si ritirò a vita privata. 
Alcuni episodi della sua vita sono narrati in molte lettere di Cicerone ad Attico e ai familiari oltre che nella Storia romana di Cassio Dione: vengono sottolineati la nobile origine, la sua generosità e la sua disponibilità nell'arricchire e abbellire Roma. All'interno dell'epistolario ciceroniano la figura di Balbo viene percepita come costante riferimento nell'elaborazione di pareri relativi ad altre eminenti figure come quella di Gaio Trebazio Testa, ma anche come personale consigliere visto che in una lettera a Cecina nel 46 a.C. Cicerone chiederà il parere di Balbo sulla sua permanenza in Sicilia. .

## Pro Balbo
Orazione del 56 a.C. scritta da Cicerone per difendere lo spagnolo, originario di Cadice, accusato e processato per aver acquisito in modo illecito la cittadinanza romana nonostante l'intervento di Pompeo. L'orazione rappresenta un'occasione per Cicerone di difendere l'amico e, attraverso questo, tessere le lodi di Pompeo. Si definiscono le grandi caratteristiche di Lucio Cornelio Balbo in ambito giudiziario, economico e militare (la sua partecipazione alle guerre civili a fianco di Cesare è motivo per Cicerone di grandi elogi). Il valore militare di Balbo è quindi incontestabile perché riflette quello più degno del suo capo (Pompeo). L'attenzione di Cicerone si concentra, dunque, sulla questione della cittadinanza. Questa viene definita come fundamenta firmissima nostrae libertatis perché la cittadinanza per uno straniero non consiste nel semplice godimento di un diritto, ma di una libera concessione autorizzata, secondo l'esposizione ciceroniana, dallo Stato di provenienza.  La cittadinanza viene concessa a Balbo in vista dei suoi meriti, riconosciuti da Pompeo che segue la legge che gli permetteva l'elargizione di questo beneficio: lex Gellia Cornelia del 72 a.C. dei consoli Lucio Gellio Publicola e Gneo Cornelio Lentulo Clodiano. La legge consentiva a Pompeo di concedere la cittadinanza dietro parere di un consilium a singole persone. 

## Opere
- Lucio Cornelio Balbo, Bellum Hispaniense (a lui attribuito dalla storiografia antica e moderna)